# Liste der Geheimdienste der USA
Das Geheimdienstwesen der Vereinigten Staaten ist stark fragmentiert. Insgesamt teilen sich achtzehn  Einzeldienste, nachrichtendienstliche Abteilungen von Polizeikräften und Behörden die Zuständigkeiten. Die zahlreichen Dienste bilden gemeinsam die United States Intelligence Community (deutsch Nachrichtendienstgemeinschaft der Vereinigten Staaten). 
|  | Washington, D.C. |

|  | Virginia, Langley George Bush Center for Intelligence |

|  | Virginia, Arlington County, Pentagon |

|  | Washington, D.C., Joint Base Anacostia-Bolling |

|  | Virginia, Fairfax County |

|  | Washington, D.C. |

|  | Texas, Joint Base San Antonio |

|  | Washington, D.C. |

|  | Virginia, Arlington County, Pentagon |

|  | Maryland, Fort Meade |

|  | Virginia, Chantilly |

|  | Maryland, Bethesda |

|  | Washington, D.C., Robert F. Kennedy Building |

|  | Washington, D.C., J. Edgar Hoover Building |

|  | Virginia, Arlington County |

|  | Washington, D.C., DHS Nebraska Avenue Complex |

|  | Washington, D.C. |

|  | Washington, D.C., DHS Nebraska Avenue Complex |

|  | Washington, D.C., DHS Nebraska Avenue Complex |

|  | Washington, D.C., Harry S. Truman Building |

|  | Washington, D.C., James Forrestal Headquarters Complex |

|  | Washington, D.C., Treasury Building |